# 레오니다스 피르고스
레오니다스 피르고스(그리스어: Λεωνίδας Πύργος, 1871년 ~ ?)는 아르카디아 현의 만티네이아에서 태어난 그리스의 펜싱 선수이다.
그는 1896년 하계 올림픽 펜싱 경기가 열린 1896년 4월 7일에 금메달을 땀으로써 그리스인 최초의 근대 올림픽 우승자가 되었다. 플뢰레 종목으로 진행되며 3경기를 먼저 이기는 사람이 우승한 경기에서 상대방은 프랑스의 장 모리스 페로네로 정상급의 선수였다. 피르고스가 3-1로 승리를 했다. 그리스 관중들은 첫 번째 그리스 올림픽 메달리스트가 탄생했다는 것에 열광해서 그를 무등태우고 아테네의 온거리를 돌아다녔다.